# Mimipochira fruhstorferi
Mimipochira fruhstorferi är en skalbaggsart som beskrevs av Stefan von Breuning 1956. Mimipochira fruhstorferi ingår i släktet Mimipochira och familjen långhorningar.
Artens utbredningsområde är Sulawesi. Inga underarter finns listade i Catalogue of Life.